# Constantin Turut
 (juillet 2023).
Si vous disposez d'ouvrages ou d'articles de référence ou si vous connaissez des sites web de qualité traitant du thème abordé ici, merci de compléter l'article en donnant les références utiles à sa vérifiabilité et en les liant à la section « Notes et références ».
Pas d'image ? Cliquez ici

a Compétitions nationales et continentales officielles uniquement.

b Matchs officiels uniquement.
Constantin Turut, né en 1911 à Craiova et mort en 1982 à Bucarest[réf. nécessaire], est un joueur international roumain de rugby à XV évoluant au poste de demi de mêlée.
Actif durant l'entre-deux-guerres, il joue avec l'équipe du Stadiul Român Bucarest.

## Biographie

### Carrière en club avec le Stade roumain de Bucarest
Après les premiers contacts de jeunes Roumains avec le rugby à XV lors de leurs études à Paris au début du XXe siècle, le nouveau sport arriva en Roumanie.
En 1915, Nicolae Mărăscu - jeune joueur de rugby, futur ingénieur et docteur en chimie à Paris - fonda le Stade roumain (pl) (Stadiul Român) à Bucarest sur le modèle de l'équipe parisienne du Stade français. Lui-même joueur du club français, Mărăscu reprit le modèle de recrutement des lycéens et les couleurs des maillots rouge et bleu. La première victoire du Stade roumain dans la Ligue nationale de rugby arriva en 1919, le club devenant l'un des plus titrés de l'époque, remportant six autres victoires (1924, 1926, 1928, 1930, 1931 et 1946-1947) avant sa dissolution en 1947.
Constantin Turut gagna Bucarest à l'âge de 12 ans pour devenir apprenti à la chocolaterie de Nae Draghiceanu et à la confiserie de Jean Nestor sur Calea Victoriei. Au début des années 1930, il rencontra Nicolae Mărăscu, ancien capitaine de l'équipe nationale de Roumanie et président du Stade roumain, qui le choisit dans l'équipe du club.
Constantin Turut participa aux matchs du Stade roumain à Bucarest (ex-Coupe Louis Barthou de 1936, dont le trophée a été remis à l'équipe par le ministre français des Affaires étrangères) et à l'étranger, à l'occasion des tournées en France (1933 avec la première tournée internationale d'un club roumain, 1934, 1935, 1937), en Italie (1934, 1940), aux Pays-Bas (1938), au Royaume-Uni (1938), au Maroc (1938) et en Espagne (1940).

### Matchs en équipe nationale de Roumanie
Après la Première Guerre mondiale, l'équipe de Roumanie de rugby rivalisait avec les grandes nations européennes. En 1924, aux Jeux olympiques de Paris, les Roumains remportèrent leur première grande victoire et la médaille de bronze, sous la direction du capitaine Nicolae Mărăscu. Dans les années qui ont suivi, leur présence fut constante lors des test-matchs et des championnats d'Europe.
Constantin Turut fut sélectionné en équipe nationale aux test-matchs avec l'Italie (1939, 1940, 1942) et aux tournois européens de la FIRA à Paris en 1937 (4e place) et à Bucarest en 1938 (3e place).
Le 10 octobre 1937, le premier match de Turut en équipe nationale en quarts de finale du tournoi de la FIRA à Paris a donné aux Roumains leur première victoire dans la compétition. Sur le stade Jean-Bouin, devant un millier de spectateurs, la Roumanie battit les Pays-Bas 42-5. De l'équipe roumaine, entraînée par Ion Buzoianu, ont fait partie Stefan Barsan, Nicolae Tanoviceanu, Ion Popa, Niculae Crissoveloni, Serban Ghica, Gheorghe Dumitriu, Eduard Pana, Toma Moldoveanu (Tennis Club roumain), Gheorghe Fantaneanu, Ion Andries, Constantin Dinescu (Sportul Studentesc), Marin Slobozeanu, Gheorghe Blasek, Gheorghe Dumitriu, Ion Iremia, Ioan Tudor, Gheorghe Ionescu (Stade roumain), Francisc Covaci (Viforul Dacia), Constantin Florea (PTT Bucarest), Nicolae Ifrim (Rugby Club 13) et Gheorghe Popescu (réserve).
Le 15 mai 1938, à l'occasion du tournoi de la FIRA à Bucarest, le stade ANEF accueillit le match d'ouverture Roumanie-France, devant 6 000 spectateurs, donnant la victoire à la France 11-8. Constantin Turut joua dans l'équipe dirigée par le capitaine Niculae Crissoveloni aux côtés de Stefan Barsan, Ion Popa, Toma Moldoveanu (Tennis Club roumain), Constantin Tanase (PTT Bucarest), Marin Slobozeanu, Simion Burlescu, Gheorghe Crivat, Gheorghe Ionescu, Ion Irimia (Stade roumain), Vasile Niculescu, Constantin Dinescu, Ion Andries, Ascanio Damian (Sportul Studentesc).
Turut totalise ainsi deux capes officielles avec l'équipe nationale.